# Історія Донецька

## Територія Донецька в давні часи

Місцевість Донецька, Макіївки й околиці перед відкриттям вугілля, розвитку промисловості у 1840-50-ті роки

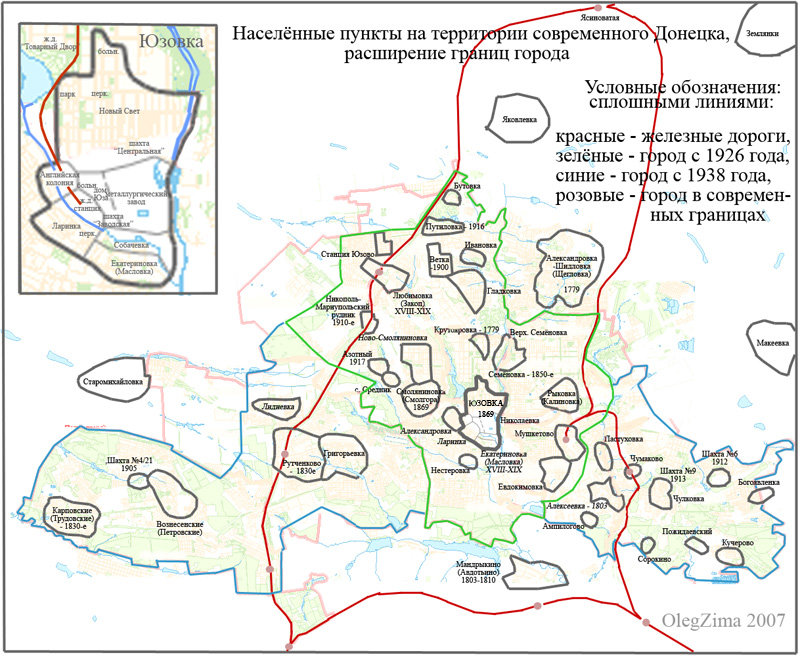
Розширення меж міста

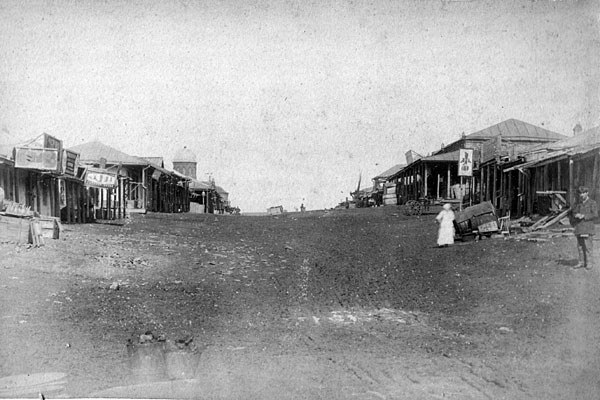
Новий світ. Базар. Головна вулиця; фото 1887 року з фонду краєзнавчого музею

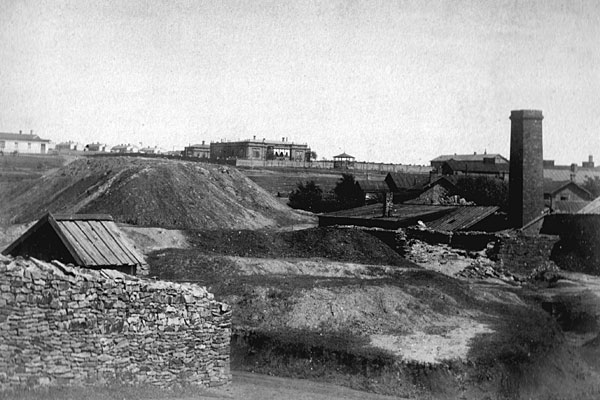
Район юзівського металургійного заводу, на другому плані будинок Юза; фото 1888 року з фонду краєзнавчого музею

Місцевість Донецька, Макіївки й околиці по розбудові шахт, заводів й залізниці у 1890-1900-ті роки

Перші знахідки проживання людей на території сучасного Донецька датуються кінцем новокам'яної (неоліту) — початком мідно-бронзової доби. У 1959 році було знайдено два стародавніх поховання. Одне, у Пролетарському районі Донецька, на вулиці Радищєва, котре датується початком бронзової доби. Інше, у Київському районі Донецька, на території Центральної гірничо-рятувальної станції, котре датується другою половиною третього тисячоліття до нашої ери.
У долині ріки Кальміус, де знаходиться Донецьк мешкали кімерійці, скіфи, сармати, готи, слов'яни. З XIII по XVI століття прикальміуські землі спустошились й відносились до Дикого Поля.
Заселення земель у районі Донецька було розпочато запорозькими козаками Кальміуської паланки, а також пізніше донськими козаками в XVII ст. До того часу на території майбутнього міста вже існували слобода Олександрівка, Григорівка, Семенівка, хутір Овечий, заснований у XVII ст. запорізькими козаками. Козаки започаткували у XVII столітті річковий шлях Кальміусом до Азовського моря і створили уздовж нього укріплені хутори-зимівники з котрих у подальшому виникли поселення:
- слобода, а потім село Олександрівка (з 1779 року володіння поміщика Шидловського, нині північно-східна частина Київського району[2], населення у 1859 році — 1 091 осіб, тут — з'явилися перші шахти на території сучасного Донецька: Гуріївська — з 1842 року, Михайлівська, Єлизаветська);
- слобода Крутоярівка (з 1779 року, «Крутий Яр» зараз — більша частина Ворошиловського району);
- слобода Григоріївка (Георгіївка), або Олександрово-Григоріївка (1803–1810 року,  населення у 1859 році — 154 людини);
- село Катеринівка (на межі XVIII—XIX сторіччя, частина Ленінського району, населення у 1859 році — 81 людина);
- село Олексіївка (1803–1810 року, нині — частина Калінінського району та Будьонівського району, населення у 1859 році — 320 осіб);
- село Семенівка (50-ті роки XIX сторіччя, нині західна частина Калінінського району);
- село Любимівка (Закоп, Окоп) (на межі XVIII—XIX сторічч, населення у 1859 році — 106 осіб);
- маєток, а після село Авдотьїне (зимівник Мандрикине) (1803—1810 рік, нині східна частина Петрівського району поблизу бавовняно-паперового комбінату, у 1859 році — 380 осіб);
- село Миколаївка (населення у 1859 році — 147 осіб);
- Пастухівка;
- хутір Овечий (на межі XVIII—XIX століть).

Перепис населення 1859 року висвітлює не точні дані про чисельність населення, оскільки частина селян-утікачів ухилялась від перепису. Кількість населення у поселеннях збільшувалось за рахунок селян-утікачів, що втікали у донецький степ від поміщиків. Також поміщики Карпов (Карпівка), Смолянинова (Смолянинівка), Нестеров (Нестерівка) створюють тут свої економії.
Після російсько-турецької війни 1768–1774 років за указом Катерини II
населення донецького степу закріплювалося за військовими чиновниками і слободи стають маєтками та селами поміщиків.
Мешканці цих сіл окрім землеробства, займались «копанням земляного вугілля» або «палаючого каміння» для місцевих потреб.
У 1721 р. управляючий Бахмутськими соляними промислами, ландрат (помічник губернатора), шляхтич українсько-польського походження Микита Вепрейський та комендант Бахмутської фортеці, капітан Ізюмського слобідського полку Семен Чирков з охороною та провідниками вирушили на підводах для взяття проб кам'яного вугілля. Його було виявлено в двох місцях — в урочищі Скелеватому, що в 25 верстах від Бахмута та на річці Біленькій в 50 верстах від нього. Зразки вугілля в необхідній кількості були відібрані та відправлені до Санкт-Петербурга у Берг-колегію (отримані 20 січня 1722 р.). Їх випробування засвідчило бажані результати. Цар Петро I, який довідався про важливу знахідку в Бахмутському повіті, наказав направити туди для розробки вугілля необхідну кількість робітного люду з Бєлгородської провінції. Перший промисел вугілля був організований тими ж Вепрейським та Чирковим і розпочався в 1723 р.
Перше письмове згадування про населений пункт на території сучасного міста походить від 1779 року. Це «Матеріали для історико-статистичного опису Єкатеринославської єпархії» Феодосія Макар'євського, у котрих згадується заснування Олександрівки.
У 1820 році біля Олександрівки було знайдено вугілля та з'явились перші дрібні шахти. У 1841 році за наказом генерал-губернатора Михайла Семеновича Воронцова було збудовано три шахти Олександрівської копальні. У другій чверті XIX століття виникають поселення за водорозділом Бахмутка-Дурна Балка: копальні Смолянинова (Смолянинівські), Нестерова (Нестеровські), Ларина (Ларинські). Тоді ж землевласником Рутченко й поміщиком Карповим створюються великі і глибокі копальні: Рутченківські (Кіровський район Донецька) та Карповські (Петровський район Донецька).
У 1860-х роках сімферопольський торговець Іванов, який постачав донецьке вугілля кораблям російського флоту, відкрив перші промислові копальні, довкола яких виріс шахтарський висілок. Дещо пізніше російський інженер Аполлон Мевіус запропонував урядові збудувати на правому березі Кальміусу недалеко від слободи Олександрівки металообробний завод. Його доцільність він обґрунтував тим, що у верхів'ї Кальміусу залягає вугілля, а в районі Каракуби (тепер — місто Комсомольське на південь від Старобешевого) — залізна руда.

## Заснування та розвиток
Офіційно датою заснування Донецька вважається дата заснування селища Юзівка валлійським підприємцем Джоном Юзом у 1869 році. Цього року уряд Російської імперії уклав угоду з князем Сергієм Кочубеєм, згідно з якою він брав зобов'язання збудувати на півдні Російської імперії завод для виготовлення залізничних рейок. У свою чергу князь Кочубей продав концесію Джону Юзу за 24 000 фунтів стерлінгів.
Юз починає будівництво металургійного заводу з робочим селищем у районі села Олександрівка. Для розробки вугілля він заснував «Новоросійске товариство кам'яновугільного, залізного та рейкового виробництв». Разом з будівництвом заводу та шахт влітку 1869 року на місці села Олександрівка виникає Юзівка, або Юзове — «посад зі спрощеним міським урядуванням, Бахмутського повіту Катеринославської губернії». Дату будівництва поселення прийнято вважати часом заснування міста Донецька. Землі на лівому березі Кальміусу, де зараз знаходяться Калінінський, Пролетарський, Будьонівський райони Донецька у той час належали Міуському округу області Війська Донського. З 1869 року засновано робоче поселення Смолянка у зв'язку з будівництвом Джоном Юзом кузні та двох шахт на землі, що придбали у поміщиці Смолянинової.
24 квітня 1871 року збудували першу доменну піч і 24 січня 1872 року отримали перший чавун. Завод працює за повним металургійним циклом, тут вперше у Російській імперії вводиться в дію 8 коксових печей, впроваджується гаряче продування. Заснований Юзом комбінат стає одним з індустріальних центрів Російської імперії. У 1872 році почала працювати Костянтинівська залізниця зі станціями:
- Петровська (зараз — Кривий Торець),
- Залізна (Фенольна),
- Ясинувата,
- Юзівка (Донецьк); від Юзівки до металургійного заводу прокладено гілку в 10 верст — це був перший у Донбасі під'їздний шлях,
- Руднична (Рутченкове),
- Оленівка.

Влітку 1869 року в долину Кальміусу прибула з Таганрогу велика валка з кількох сотень возів, запряжених волами. Вони доставили Чумацьким Шляхом до селищ Маслівки й Закопу, що лежали за 2-3 версти від Кальміусу, устаткування й матеріали для заводу, який почали тоді будувати. Поруч з майданчиком, відведенним для будівництва заводу, виникло селище, що за певний час фактично злилося з шахтарським поселенням олександрівської шахти і отримало назву Юзівка, на честь імені керуючого. 24 січня 1872 року виплавлено чавун у першій доменній печі.
В Юзівці у 1870 році мешкало 164 людини, а у 1884 році — 5 494 людини. У 1897 році — 29 тисяч осіб, а через 10 років відповідно 32 тисяч чоловік, фірма «Юніон» будувала свій металургійний завод одночасно з селищем Дмитріївським. У 1920-х роках воно злилося із слободою Макіївкою.
В 1872 року почався рух залізничною лінією Костянтинівка — Ясинувата — Юзівка — Оленівка, яка з часом була продовжена до Маріуполя (лінію до Маріуполя побудовано в 1874—1879 рр). Колія з'єднала завод та копалини з уже наявною залізничною магістраллю Донбасу, що дало поштовх розвитку промисловості в цьому регіоні. Почалась активна розбудова заводу з виплавки чавуну та машинобудівного комплексу, ремонтних майстерень, шахт тощо. Внаслідок цього, за рахунок нових працівників та їх сімей збільшилась і кількість жителів Юзівки.

## Кінець XIX — початок XX століття
Дореволюційна Юзівка ділилась на дві частини:
- Південну (Заводську) — розташовувались заводські споруди, депо, телеграф, невелика лікарня та школа. Дещо далі знаходилась так звана Англійська колонія — в котеджах жили керівники та інженери, майстри та працівники Новоросійського товариства. Вулиці тут мали тротуари та бруківки, були електроенергія та водогін.

Північну частину, або Новий Світ (район нинішнього Центрального універмагу) — за назвою ярмарку та розташованого у ньому першого юзівського трактиру, або Лівенським висілком, бо в ньому була контора князя Лівена.
. У Новому Світі мешкали торговці, ремісники, чиновники. Центральна вулиця та дотичні до неї забудовувались одно-двоповерховими житловими будинками, магазинами, ресторанами, готелями, різноманітними конторами, банками.
Найбіш значущими та красивими будинками у північній частині Юзівки були:
- - Преображенський собор (зруйновано у 30-х роках XX століття),
  - Комерційне училище (нині 2-й корпус ДонНТУ по вулиці Артема, 58),
  - Братська школа (3 поверхи, нині вечірня школа робочої молоді № 1 по вулиці Челюскінців, 49),
  - готель «Велика Британія» (3 поверхи).

У 1880 році введено в експлуатацію завод вогнетривкої цегли. Для забезпечення обладнанням вугільної промисловості у 1889 році на південь від Юзівки було збудовано машинобудівний та чавуноливарний завод Боссе та Геннефельда (тепер це великий Донецький машинобудівний завод), тоді ж організовано майстерню з ремонту гірничого обладнання — нині Рутченківський машинобудівний завод гірничого обладнання.)
У травні 1887 року відбувся страйк 1 500 шахтарів Рутченківських вугільних копалень, який було придушено за допомогою двох батальйонів піхоти. У серпні 1892 року відбулась хода 15 тисяч шахтарів та металургів, яку також було жорстоко придушено.

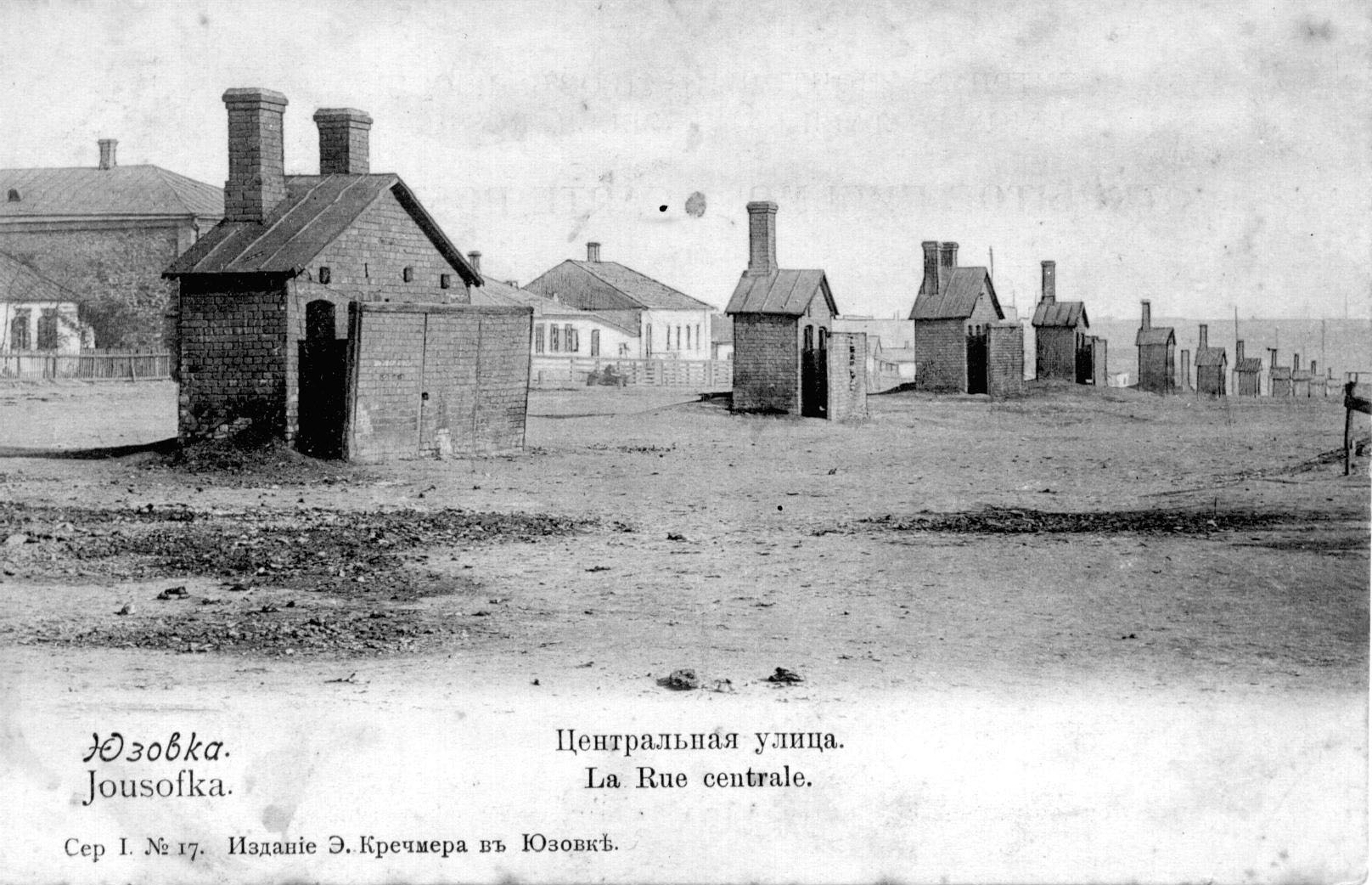
Юзівка. Центральна вулиця.

Мапа Юзівки та околиць 1911 року

Мапа Юзівки та околиць початку XX століття

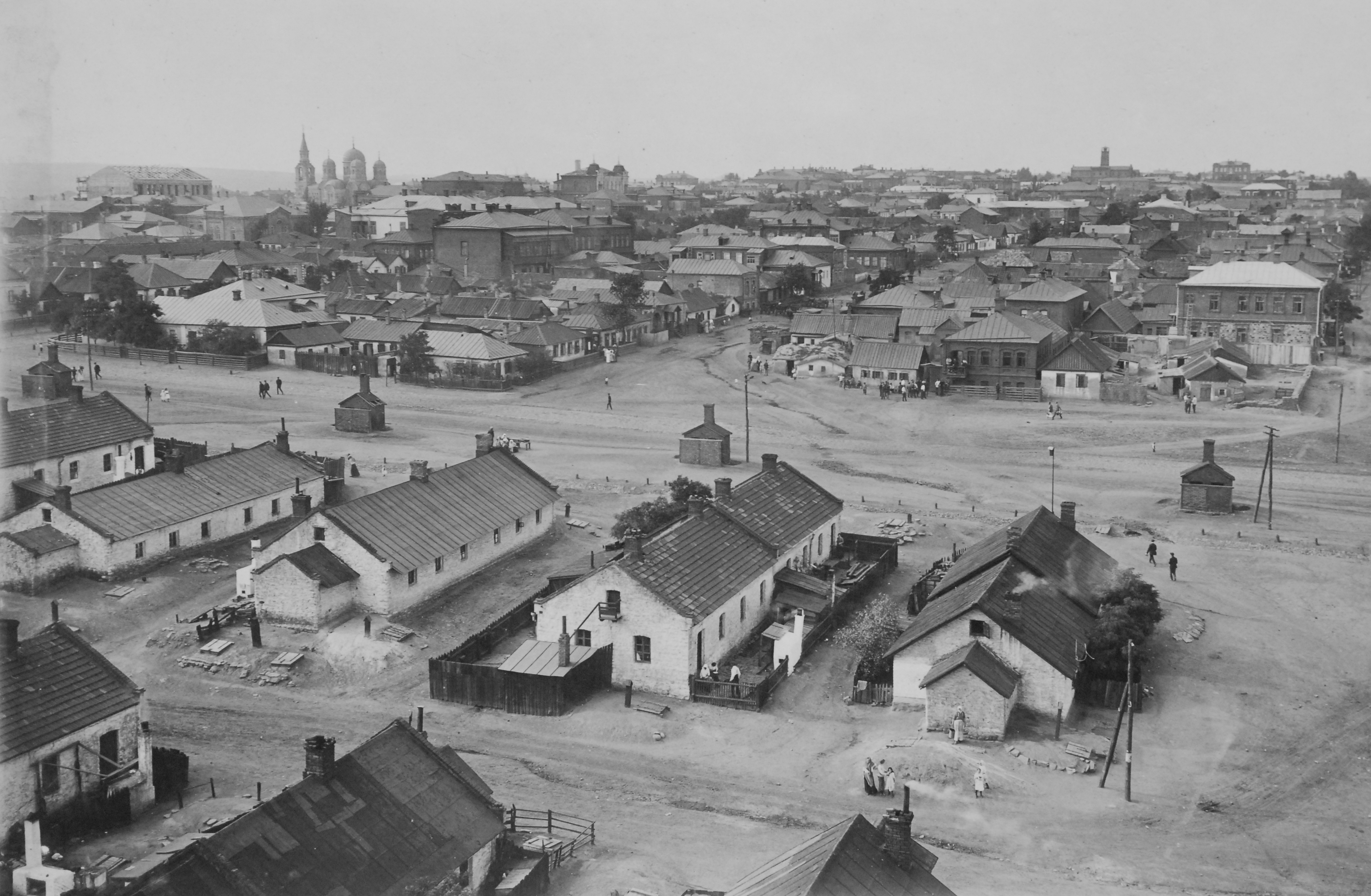
Шахтарське селище; фото 1912 року з фонду краєзнавчого музею

Почався видобуток вугілля на шахтах № 4/21 — нині шахтоуправління «Петровське» (1905 рік), шахта № 6 — зараз шахтоуправління «Червона зірка» (1912), шахта № 9 «Капітальна» (1913).
У 1906 р. при головній Юзівській лікарні почав працювати рентгенівський кабінет, обладнаний на кошти лікаря-хірурга Ф. В. Берві, сина відомого російського соціолога і публіциста В. В. Берві-Флеровського.
У 1916 році на базі механічних майстерень організовано товариство металообробних Путиловських заводів (Петроград) біля залізниці; розвиток селища Путіловка. В тому ж році збудовані 2 коксових заводи: Рутченківський — на 142 печі, Мушкетівський — на 408 печей. У лютому 1917 року збудовано перший у Російській імперії азотний завод — тепер Донецький завод хімічний реактивів.
У травні 1917 року, коли в селищі нараховувалось вже близько 70 тис. мешканців, Юзівка отримала статус міста, яке поділялося на дві частини: південну — заводську (тут знаходились промислові будівлі, депо, телеграф, невеличка лікарня, школа); та північну (з помешканнями робітниками, бараками, базаром та генделиками)..

## Українська революція
У ході українських визвольних змагань Юзівка стала частиною проголошеної ІІІ Універсалом Української Народної Республіки у складі адміністративно-територіальної одиниці Половецька земля з центром у місті Бахмут. Протягом Першої радянсько-української війни, у січні 1918 року бої охопили райони міст: Юзівка, Ханженкова, Макіївка, Моспіно, Іловайськ. Запеклий бій на Прохоровському руднику між Юзівкою і Макіївкою тривав близько доби і закінчився перемогою Червоної гвардії. На 5 січня російські більшовики захопили практично всю південну частину лівобережної України. Після того, як під час контрнаступу українських та союзних сил більшовики втратили лінію оборони Великий Токмак — Оріхів — Чаплине — Олександрівськ, шлях до Донбасу був відкритий. Залишкам радянських армій вдалося відійти до Юзівки, деякий час утримуючи оборону станцій Чаплине і Гришине. До 20 квітня розгромлені загони цих трьох армій відійшли до Маріуполя і Слов'янська. Юзівка повернулася під контроль УНР.
З початком Другої радянсько-української війни, після захоплення більшовиками значної частини лівобережної України, 12 лютого 1918 року на четвертому обласному з'їзді Рад робітничих депутатів Донецького і Криворізького басейнів у Харкові більшовики проголошують створення Донецько-Криворізької Радянської Республіки. На II Всеукраїнському з'їзді Рад у Катеринославі, що відбувався з 17 по 19 березня 1918 року Артем, виконуючи настанови Леніна про необхідність створення «єдиного фронту боротьби трудящих України проти ворогів внутрішніх і зовнішніх» заявив, що Донецько-Криворізька Радянська Республіка становить складову частину Радянської України. Керівники республіки взяли участь у роботі з'їзду і увійшли до складу ВУЦВК та Народного Секретаріату. 17 лютого 1919 було прийнято постанову Ради Оборони РРФСР про ліквідацію Донецько-Криворізької радянської республіки.
Юзівка остаточно устатковується під радянською окупацією.

## Радянський період

### Радянська окупація України
З 1920 належить до Донецької губернії, губернське місто — Луганськ.
У 1924 році Юзівку перейменовано у Сталіне. Чисельність мешканців у 1925 році збільшилась до 80 085 осіб.
У липні 1932 року місто стало обласним центром Донецької області.
У 1938 році Донецьку область було розділено на Ворошиловоградську та Сталінську, відповідно місто Сталіно стає центром однойменної області.

### Компартійні органи влади Сталіно (Донецька)
Місто очолювали:
- 1-і секретарі Сталінського (Донецького) міського комітету КП(б)У-КПУ:
  - 1938—1941 роки — Любавін Петро Митрофанович,
  - 1944—1947 роки — Мельников Леонід Георгійович,
  - 1947—1950 роки — Струєв Олександр Іванович,
  - 1950—1951 роки — Щетинін Семен Миколайович,
  - 1951—1952 роки — Бойцов М.М.,
  - 1952—1960 роки — Титаренко Олексій Антонович,
  - 1960—1968 роки — Шульгін Микола Павлович,
  - 1968—1974 роки — Кубишкін Олексій Ананійович,
  - 1974—1976 роки — Статинов Анатолій Сергійович,
  - 1976—1982 роки — Миронов Василь Петрович,
  - 1982—1989 роки — Ігнатов Володимир Григорович,
  - 1989—1990 роки — Онищук Георгій Ілліч,
  - 1990—1991 роки — Болотов Олександр Олексійович.

### Друга світова війна

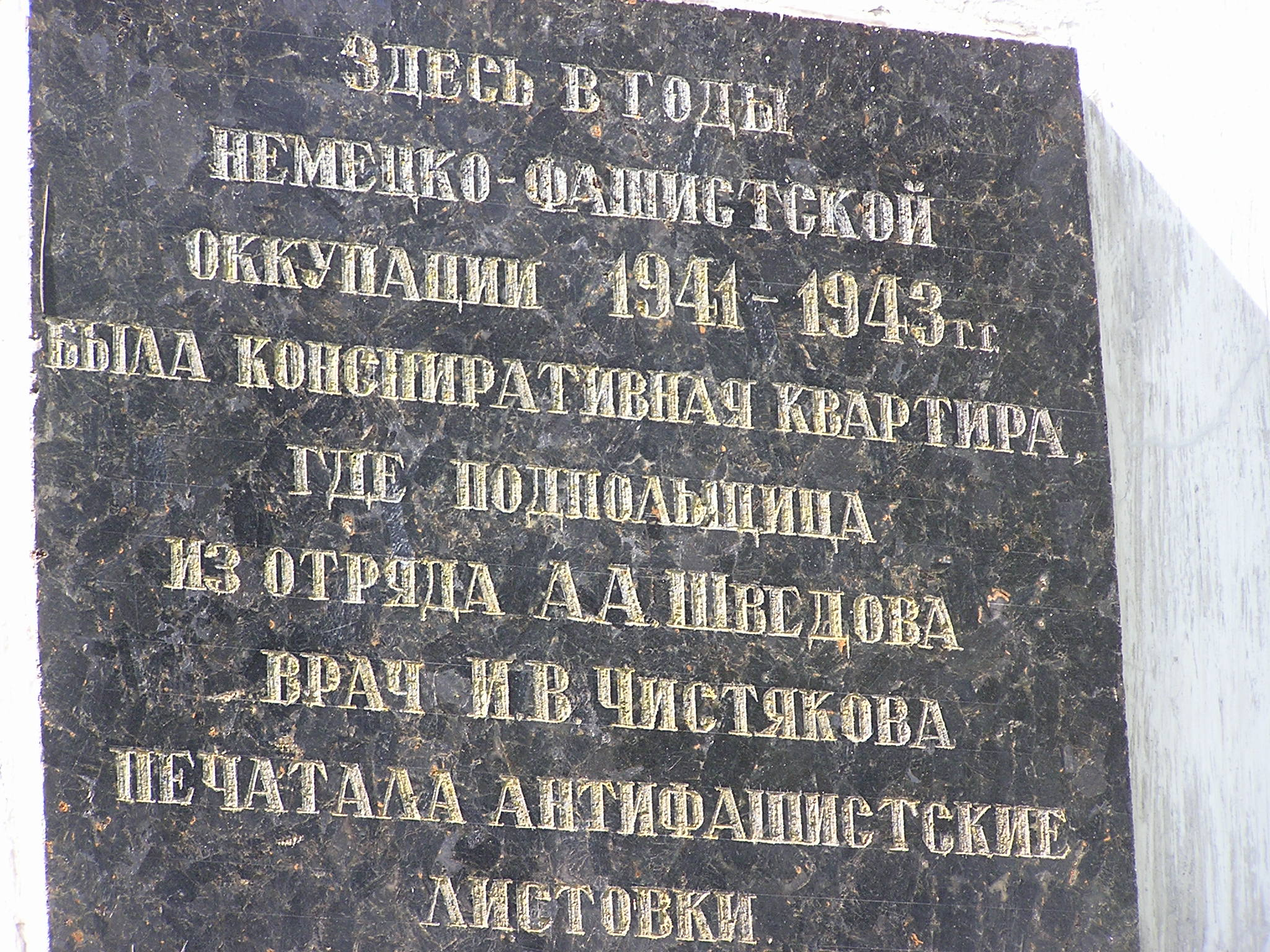
Меморіальна табличка на конспіративній квартирі підпільників

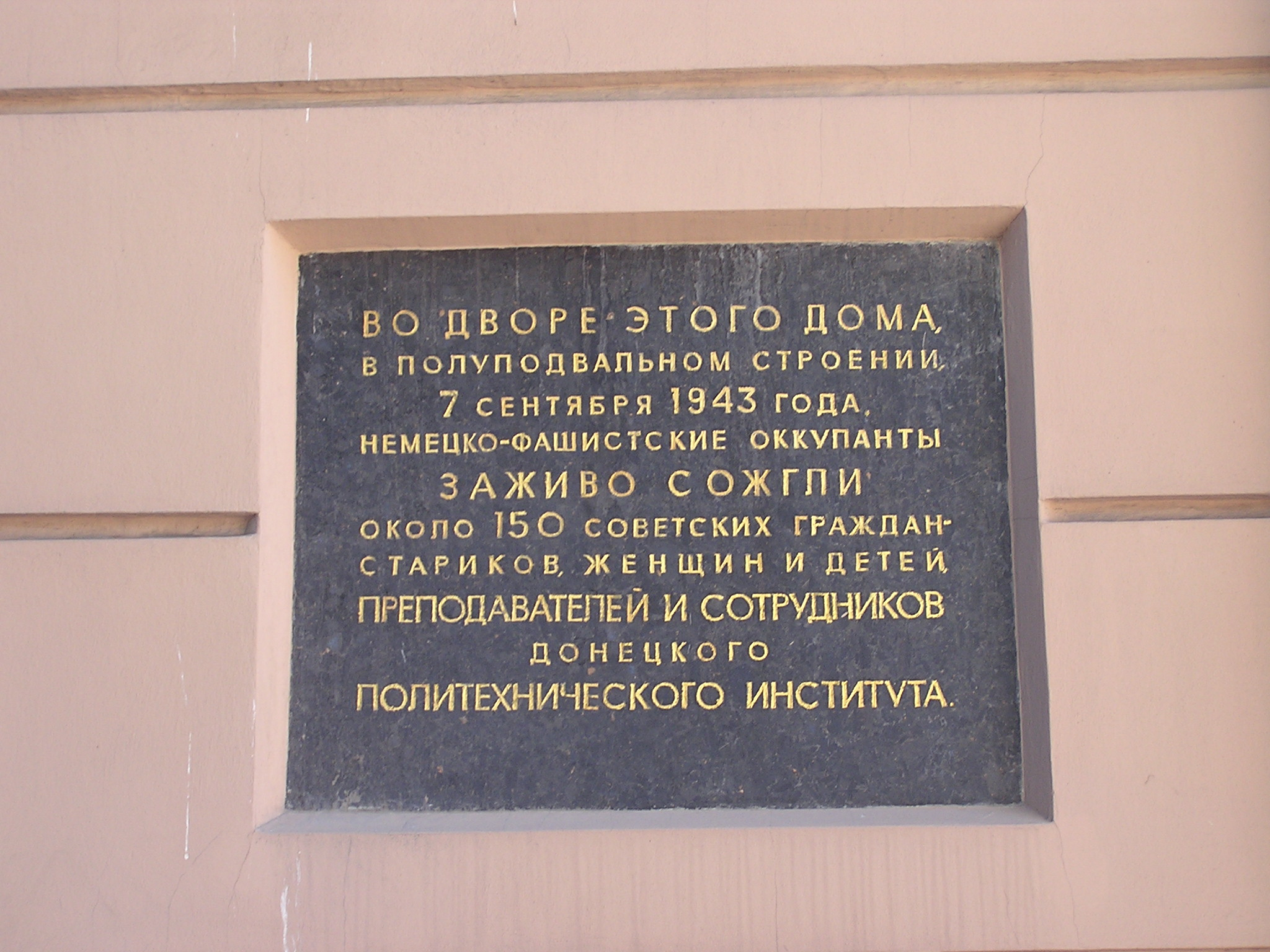
Меморіальна табличка в честь 150 живцем спалених жителів міста

У серпні 1941 року з жителів Сталіно була сформована 383-тя шахтарська стрілецька дивізія. Дивізія разом з іншими військовими підрозділами вела оборонні бої за Донбас і тримала Міус-фронт. Також дивізія брала участь в битвах від Сталінграду до Берліна. Командував дивізією полковник Костянтин Іванович Провалов.
У липні 1941 року в Сталіно формується партизанський загін, який виконує бойові завдання в Малинських лісах Житомирської області, а потім відходить у Брянські ліси.
Заводи Сталіно з початку війни розпочали випускати корпуси снарядів, авіабомб, мін, протитанкових їжаків, залізобетонні конструкції для дотів, бронековпаки для кулеметних гнізд. У жовтні 1941 року починається евакуація підприємств. Вони вивозяться в Карагандинську область, на Урал, у місто Карпінськ Свердловської області. У евакуації підприємства займаються виробництвом військової техніки.
Оборону міста здійснювала 18-та армія Південного фронту. У 20-х числах жовтня 1941 року бої йдуть на підступах до Сталіно, з 22 жовтня бої йдуть в самому місті.
26 жовтня 1941 року місто зайняли війська нацистської Німеччини. Місто було включено у військову зону, підпорядковану безпосередньо командуванню німецької армії.
На час німецької влади обласному центру повернуто історичну назву Юзівка, області — Юзівська область.[джерело?]
Коли 23 жовтня після триденних боїв німці зайняли Сталіне, мешканці міста відчинили браму тюрми й побачили три ями, наповнені трупами. Деякі мерці були без рук і ніг. НКВД закопало й заасфальтувало в центрі міста 4000 невинних жертв. Решту розстріляних і закатованих у будинку по вулиці Артема 44, де тепер філармонія, а в 1932-66 рр. лютували чекісти, вивозили на «Рутченкове поле» в Кіровському районі міста. В Донецькій області в 1930-50 рр. репресовано за політичними мотивами понад 100000 громадян. Тільки зараз встановлено пам'ятні знаки на місці деяких поховань цих невинних жертв.
Дивись також: Рутченкове поле
В 1942 році у м. Сталіно налічувалося 1745 дрібних підприємств, в переважній більшості приватних. Працювали кооперативні товариства. Найбільше «Донбас» мало декілька майстерень та цехів, 2 шахти, на яких працювало 200 робітників. У 1942 році створено «Сталінторг», який мав 63 магазини. м'ясокомбінат, 21 пекарню.
Центральним друкованим органом у м. Сталіно (Юзівки) і області з 15 листопада 1941 року до 29 серпня 1943 року (під час німецької окупації) була газета «Донецкий вестник». Всього вийшло 207 номерів. Періодичність було 2-4 номера на тиждень. Тираж коливався в межах 25-65 тис. примірників. Найтриваліший час посаду редактора газети займав Г.Ковалевський.

### Після Другої Світової війни
У 1961 році місто отримало нову назву — Донецьк, а Сталінська область перейменована на Донецьку. У 1965 році за розробленим відомим київським архітектором Йосипом Каракісом проектом будується найбільший в Україні культурно-спортивний центр на дві тисячі тридцять дві учнів (прив'язку до місцевості проекту здійснювали три донецьких архітектора П. Вігдергауз, В. Волик і А. Страшнов).

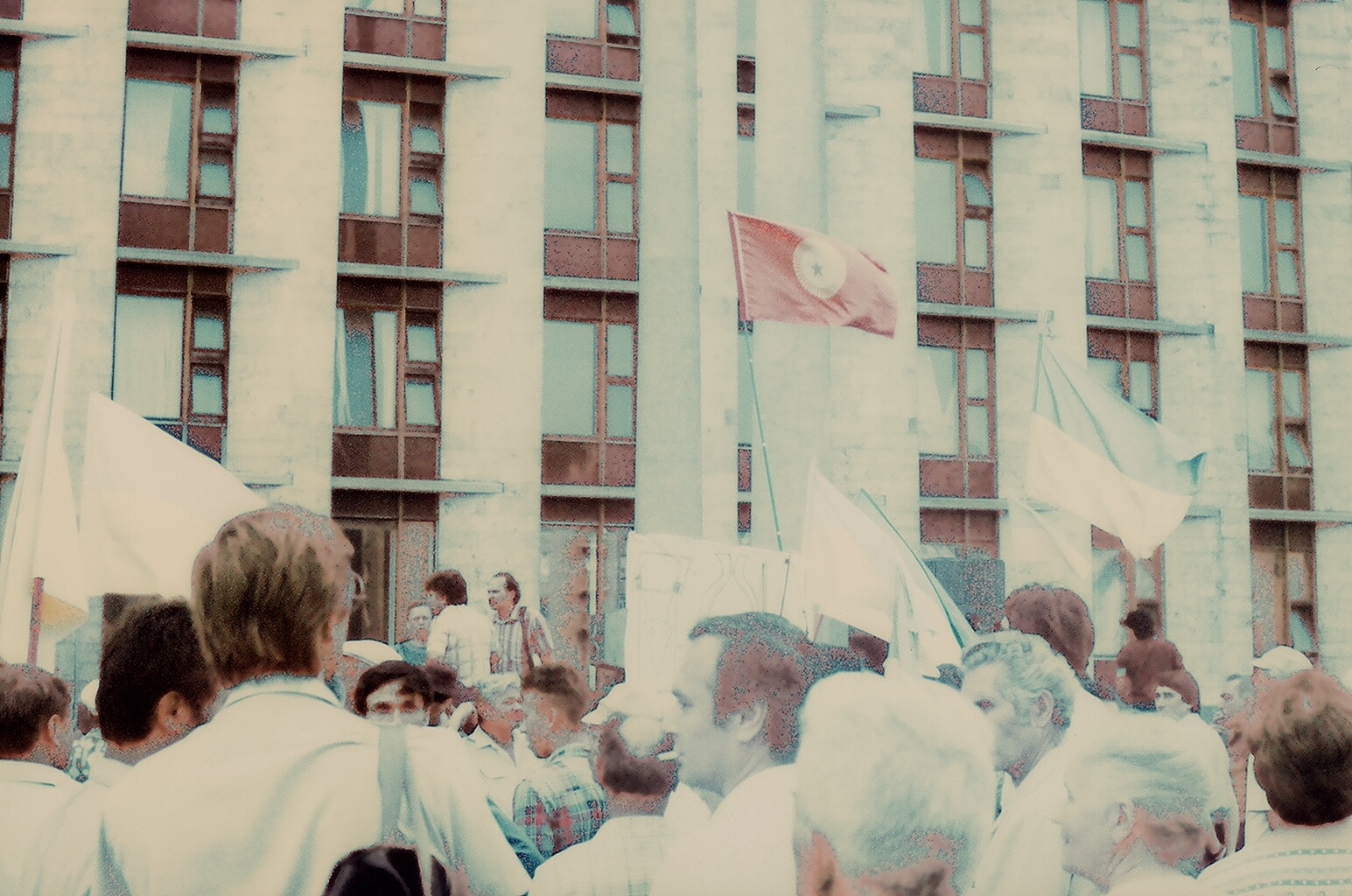
Шахтарсько-Рухівський мітинг біля Донецького обкому КПУ. 1990.

У 1989—1991 роках Донецьк і весь Донбас стали ареною спротиву комуністичній владі. У Донецьку вирували багатотисячні мітинги і маніфестації, які влаштовувалися двома дієвими на той час силами — в першу чергу шахтарськими страйкомами і також Народним Рухом України. Часто ці сили діяли разом, узгоджено висували своїх кандидатів на перших демократичних виборах. Це був час, коли робітничий і національно-демократичний рух на Донбасі були найближчими у своїх діях і програмних цілях.

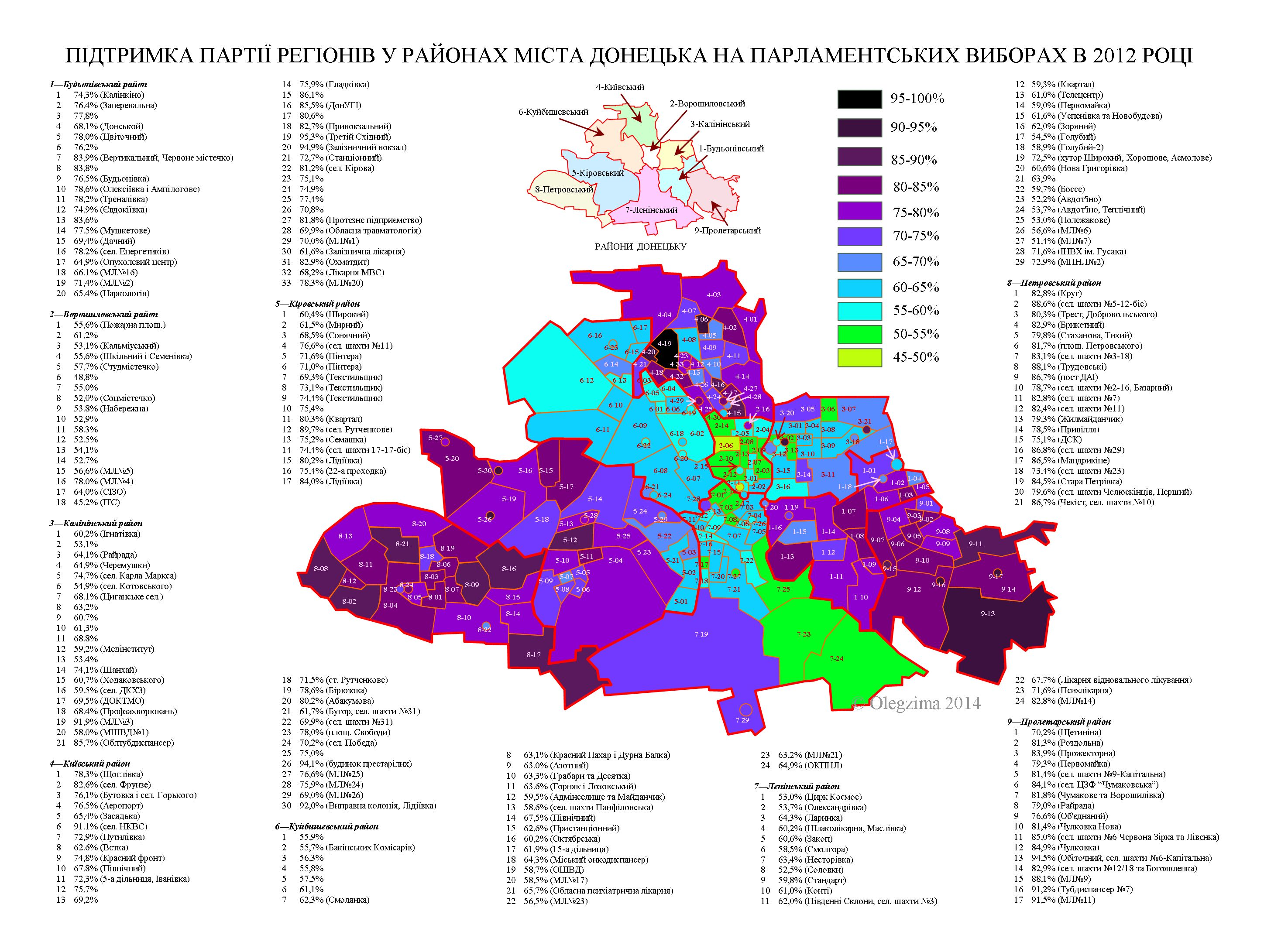
Підтримка Партії Регіонів у районах міста Донецьк на парламентських виборах в 2012 році

На більшості останніх виборів значну перемогу обирають проросійські політичні сили (Партія Регіонів, Комуністична Партія України) та їх лідери (Віктор Янукович). Хоча демократичний Донбас, громадянське суспільство в цьому регіоні чинило значний опір деструктивній політиці комуністичної партії та піртії регіонів

## Незалежна Україна

### Кінець ХХ — початок ХХІ століття
З 1991 — у складі незалежної України. Після кризових для пострадянських країн 1990-х років, місто починає стрімкий розвиток. У 2001 році в Донецьку закладається Парк кованих фігур. У 2006 році проходить масштабна реконструкція Парку Щербакова. Того ж року починається будівництво одного з найбільших футбольних стадіонів Європи — «Донбас Арени», де, після закінчення будівництва у 2009 році, почав проводити свої матч ФК «Шахтар». У 2012 році місто приймає Чемпіонат Європи з футболу.
У 2008 Донецьк отримав диплом «Найкраще місто СНД» на міжнародному форумі «Мегаполіс — 21 століття» у Москві. У 2012 році журнал «Forbes» визнав Донецьк найкращим містом для ведення бізнесу в Україні. Донецьк стає одним з головних ділових центрів світу, через зосередженість тут провідних українських компаній.
У кінці 2013 року та на початку 2014, під час Революції Гідності, 21 листопада, разом з іншими провідними містами України, мешканці Донецька вийшли на безстрокові мітинги в підтримку Євромайдана.

### Російсько-українська війна

#### Війна на Донбасі (2014-2022)
У березні 2014 Донецьк стає одним із центрів сепаратистського руху, а протягом квітня — червня 2014 попри активний спротив більшості населення опиняється під контролем росіян та бойовиків з незаконного терористичного формування так званої «Донецької народної республіки». Остаточно уряд України визнав втрату контролю над Донецьком 14 листопада
Так, 7 квітня 2014 року у сесійній залі будівлі Донецької ОДА сепаратистами було проголошено так звану «декларацію про суверенітет Донецької народної республіки», яку проголосили на території Донецької області.
9 травня 2014 року під час акції сепаратистів у Донецьку, яка проходила за участі кількох сотень осіб з автоматичною зброєю, співголова невизнаної Донецької народної республіки Олександр Хряков заявив, що після незаконного референдуму 11 травня 2014 року вони роззброяться.
Того ж дня відбувся штурм санаторію «Шахтарські зорі», в якому перебувало близько 120 солдат Національної гвардії, які після короткої перестрілки склали зброю та поїхали на автобусах звідти. Пізніше МВС України спростувало інформацію про перебування бійців Національної гвардії у цьому санаторії, а також факт штурму та складання зброї.
16 травня бойовики так званої «Донецької народної республіки» оточили будівлю штабу Східного оперативно-територіального об'єднання Національної гвардії, і відбувся бій між ними. Пізніше бійці Національної гвардії полишили це приміщення і передислокувалися до іншого військового містечка.
Протягом 1 липня поблизу Донецька та Карлівки відбулися танкові бої, в місті був здійснений напад на Донецьке облуправління міліції, що раніше перейшло на бік ДНР.
27 квітня російські окупанти замінили частину українських телеканалів своїми (Росія-24, Росія-1, 5 канал, Звєзда, НТВ), вимкнувши при цьому українські 5 канал, 1+1 та Перший національний. 15 липня ДНР вимкнуло з ефіру всі українські телеканали. 2 серпня через сутички у Петровському районі, було знеструмлено телевежу, і припинена трансляція усіх ТВ каналів в форматі T2. В аналоговій мережі російські телеканали продовжили свою роботу.
Починаючи з травня західні передмістя Донецька стають ареною бойових дій між українською армією та силами терористичної організації «ДНР», підтримуваної російськими військами. Протягом 242 днів, з 26 травня 2014 по 22 січня 2015, українські війська тримали оборону Донецького аеропорту. Внаслідок численних обстрілів із застосуванням важкої артилерії аеропорт був зруйнований, а українським військам довелося відступити.
20 серпня бойовики зруйнували значну частину лівого крила Краєзнавчого музею, від пострілів зруйнувався дах та були вибиті шибки по всьому музею.
22 січня 2015 бойовиками було здійснено обстріл зупинки громадського транспорту, в результаті якого загинуло більше 10 осіб.
8 лютого 2015 о 22:45 стався потужний вибух на Донецькому казенному заводі хімічних виробів у Куйбишевському районі.

#### Повномасштабне вторгнення Росії (2022)
До 24 лютого 2022 року і початку повномасштабного вторгнення Росії на територію України, Донецьк підійшов в триваючій з 2014 року окупації російськими військами, економічним та демографічним занепадом. Готуючись до поновлення активної фази бойових дій, в середині лютого російські війська влаштовують провокації, під приводом яких оголошують у Донецьку та окупованій частині області незаконну примусову "мобілізацію" до лав діючих в регіоні незаконних терористичних збройних формувань. Намагаючись цього уникнути, значна частина цивільного населення намагається переховуватися від відправки на лінію фронту. Після початку повномасштабного вторгнення Збройні сили України почали наносити ураження складам боєприпасів та інших військових об'єктів на території Донецьку. 22 серпня 2022 року у місті Донецьк пролунав вибух, почалася пожежа та детонація боєприпасів на базі окупантів біля колишнього «Ашана». Повідомлялося, що це відбувлося на військовій базі угруповання «Пятнашка».